# Maybach-Motorenbau

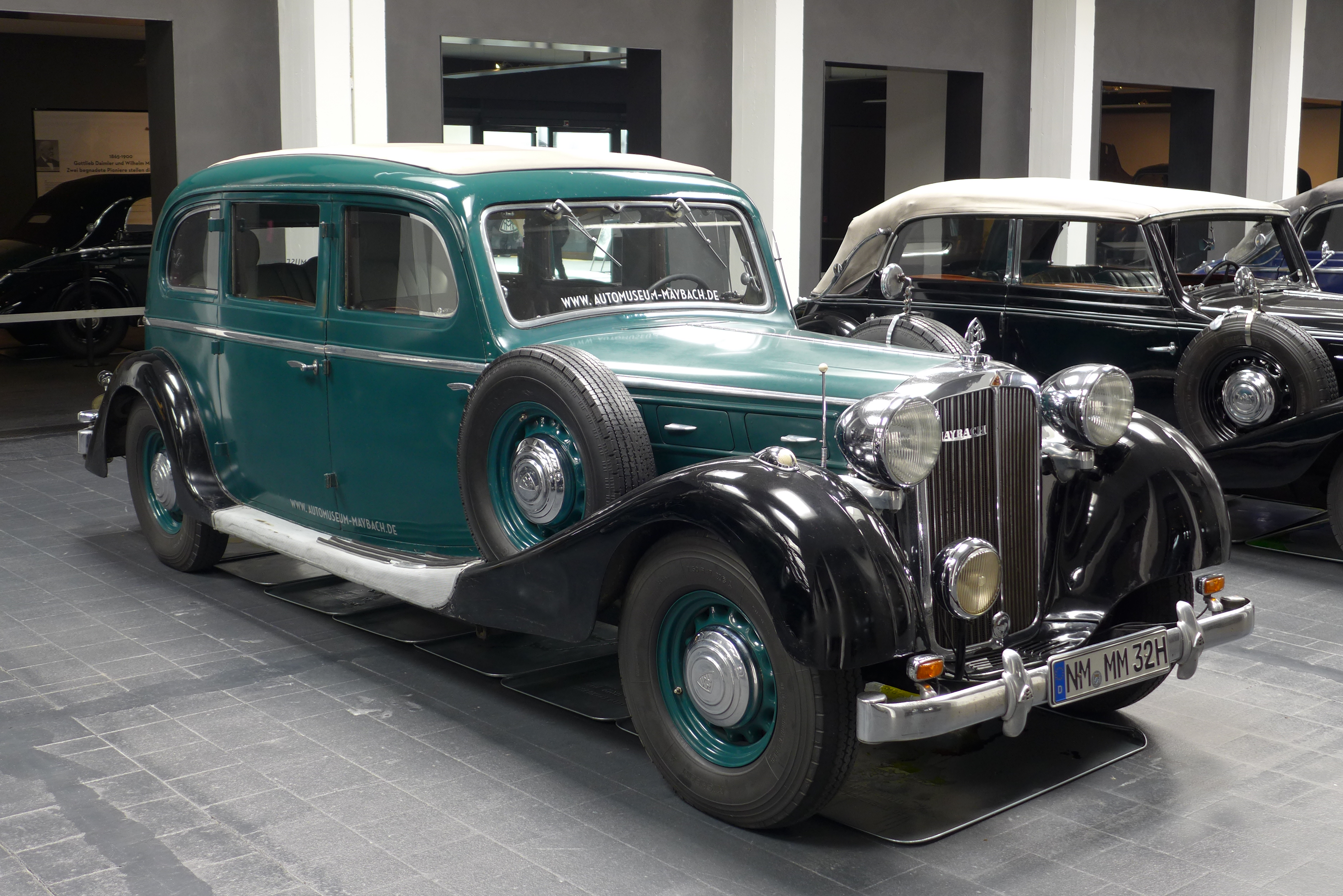
Maybach SW38

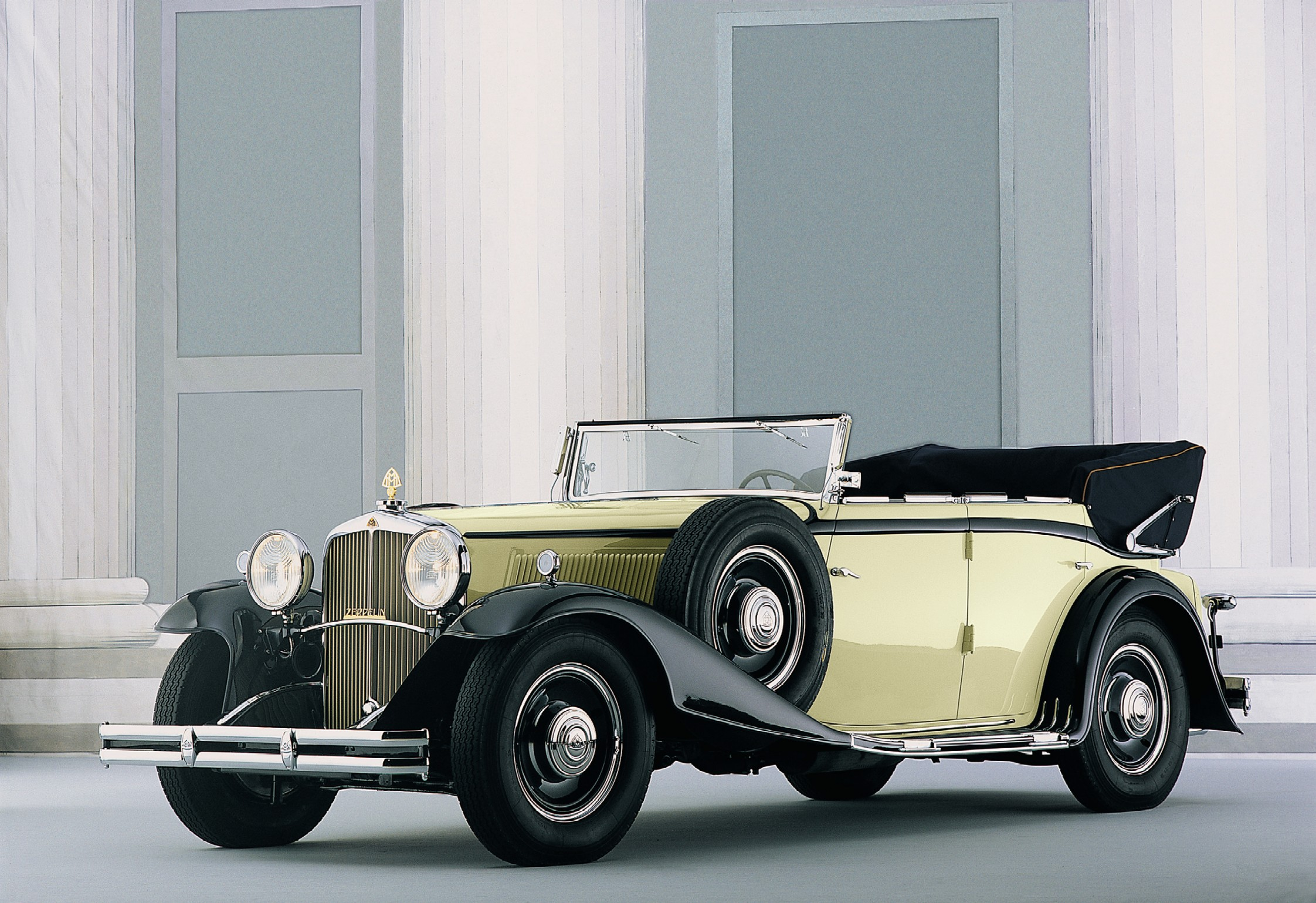
Maybach DS8 Zeppelin

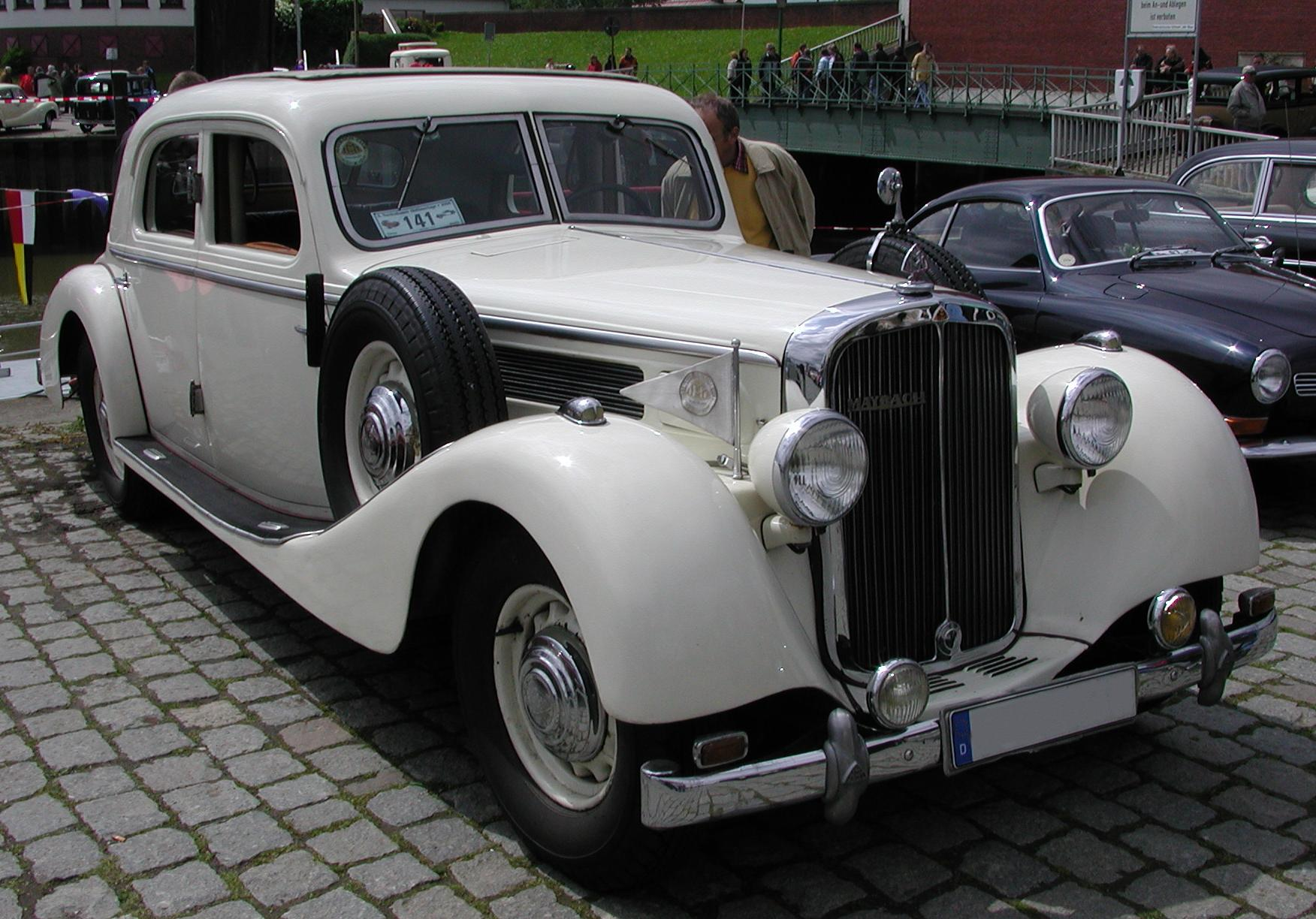
Maybach SW48

Maybach-Motorenbau – dawny niemiecki producent samochodów osobowych i silników funkcjonujący w latach 1909–1966.

## Historia
Geneza przedsiębiorstwa sięga roku 1909, kiedy to niemiecki konstruktor Wilhelm Maybach wraz z synem Karlem założyli przedsiębiorstwo Maybach-Motorenbau, które początkowo wytwarzało silniki o dużej mocy do sterowców Zeppelin. Wraz z upływem lat i zdobytym doświadczeniem, przedsiębiorstwo nawiązało współpracę z Daimler-Motoren-Gesellschaft działającym w branży motoryzacyjnej celem rozpoczęcia konstruowania samochodów. Następnie rozszerzono paletę produkcji firmy Maybach o silniki o zapłonie iskrowym do samochodów, pojazdów szynowych, latających i jednostek pływających.
Po zakończeniu w 1918 roku I wojny światowej produkcja lotnicza w Niemczech była zgodnie z postanowieniami Traktatu Wersalskiego zakazana. Kierownictwo przedsiębiorstwa zainteresowało się rozwojem i produkcją własnych samochodów osobowych. Rok później zaprezentowano pierwszy pojazd marki – Maybach W1, a w 1921 roku do sprzedaży wprowadzono model W3 wyposażony w 6-cylindrowy silnik o pojemności 5.7 l i mocy 46 KM, który napędzał tylną oś. W 1926 roku wprowadzono do sprzedaży model W5 napędzany silnikiem o pojemności 7 l o mocy 120 KM.
W 1929 roku zaprezentowano pierwszy na świecie samochód napędzany silnikiem V12 – model DS. Najbardziej dopracowane wersje modelu DS: DS7 i DS8 wyposażone w 7- i 8-litrowe silniki mocy 150 i 200 KM nosiły oznaczenie Zeppelin. W latach 1934–1938 opracowane zostały modele klasy niższej – SW35, SW38 i SW42. W 1938 roku wskutek kooperacji Maybacha z producentem opon Fulda zbudowany został prototypowy model SW38 Special Roadster, który służył do osiągnięcia granicy 200 km/h.
W czasie II wojny światowej przedsiębiorstwo zajmowało się produkcją na potrzeby militarne. Tworzono silniki oraz przekładnie do czołgów, ciężarówek, transporterów oraz małych jednostek pływających.
W 1960 r. spółka Maybach-Motorenbau GmbH została przejęta przez Daimlera.

## Modele samochodów
- W1 (1919)
- W3 (1921–1928)
- W5(inne języki) (1926–1929)
- 12 (1929–1931)
- DS7 (1930–1934)
- W6(inne języki) (1931–1935)
- SW35 (1935–1936)
- DSH(inne języki) (1934–1937)
- Zeppelin(inne języki) (1928–1938)
- SW38 (1936–1939)
- DS8 (1930–1940)
- SW42 (1939–1941)